# Ronda 8 de 2010 da Superleague Fórmula
A Ronda 8 de 2010 da Superleague Fórmula será a 8ª ronda da temporada de 2010 da Superleague Fórmula, a realizar no fim-de-semana de 4 e 5 de Setembro de 2010 no circuito de Adria, em Adria, Itália. Será a primeira vez que a Superleague Fórmula se disputa neste circuito, depois de visitar os circuitos de Vallelunga e de Monza, também na Itália
Esta prova terá duas equipas a correr "em casa", a A.C. Milan e a A.S. Roma.

## Resultados

### Qualificação
- Em cada grupo, os 4 primeiros qualificam-se para os quartos-de-final.

#### Grupo A
| Pos. | Clube | Equipa de Automobilismo | Piloto | Tempo |
| ---- | ----- | ----------------------- | ------ | ----- |
| 1    |       |                         |        |       |
| 2    |       |                         |        |       |
| 3    |       |                         |        |       |
| 4    |       |                         |        |       |
| 5    |       |                         |        |       |
| 6    |       |                         |        |       |
| 7    |       |                         |        |       |
| 8    |       |                         |        |       |
| 9    |       |                         |        |       |

#### Grupo B
| Pos. | Clube | Equipa de Automobilismo | Piloto | Tempo |
| ---- | ----- | ----------------------- | ------ | ----- |
| 1    |       |                         |        |       |
| 2    |       |                         |        |       |
| 3    |       |                         |        |       |
| 4    |       |                         |        |       |
| 5    |       |                         |        |       |
| 6    |       |                         |        |       |
| 7    |       |                         |        |       |
| 8    |       |                         |        |       |
| 9    |       |                         |        |       |

#### Eliminatórias
|  | Quartos-de-Final | Quartos-de-Final | Quartos-de-Final |  |  | Semi-Finais | Semi-Finais | Semi-Finais |  |  | Pole Shoot Out | Pole Shoot Out | Pole Shoot Out |  |
|  |                  |                  |                  |  |  |             |             |             |  |  |                |                |                |  |
|  | A1               |                  |                  |  |  |             |             |             |  |  |                |                |                |  |
|  |                  |                  |                  |  |  |             |             |             |  |  |                |                |                |  |
|  | B4               |                  |                  |  |  |             |             |             |  |  |                |                |                |  |
|  |                  | A1               |                  |  |  |             |             |             |  |  |                |                |                |  |
|  |                  |                  |                  |  |  |             |             |             |  |  |                |                |                |  |
|  |                  |                  | A3               |  |  |             |             |             |  |  |                |                |                |  |
|  | A3               |                  |                  |  |  |             |             |             |  |  |                |                |                |  |
|  |                  |                  |                  |  |  |             |             |             |  |  |                |                |                |  |
|  | B2               |                  |                  |  |  |             |             |             |  |  |                |                |                |  |
|  |                  | A1               |                  |  |  |             |             |             |  |  |                |                |                |  |
|  |                  |                  |                  |  |  |             |             |             |  |  |                |                |                |  |
|  |                  |                  | A4               |  |  |             |             |             |  |  |                |                |                |  |
|  | A2               |                  |                  |  |  |             |             |             |  |  |                |                |                |  |
|  |                  |                  |                  |  |  |             |             |             |  |  |                |                |                |  |
|  | B3               |                  |                  |  |  |             |             |             |  |  |                |                |                |  |
|  |                  | A2               |                  |  |  |             |             |             |  |  |                |                |                |  |
|  |                  |                  |                  |  |  |             |             |             |  |  |                |                |                |  |
|  |                  |                  | A4               |  |  |             |             |             |  |  |                |                |                |  |
|  | A4               |                  |                  |  |  |             |             |             |  |  |                |                |                |  |
|  |                  |                  |                  |  |  |             |             |             |  |  |                |                |                |  |
|  | B1               |                  |                  |  |  |             |             |             |  |  |                |                |                |  |

### Corrida 1

#### Grelha de Partida
| Pos. | Clube | Equipa de Automobilismo | Piloto | Tempo |
| ---- | ----- | ----------------------- | ------ | ----- |
| 1    |       |                         |        |       |
| 2    |       |                         |        |       |
| 3    |       |                         |        |       |
| 4    |       |                         |        |       |
| 5    |       |                         |        |       |
| 6    |       |                         |        |       |
| 7    |       |                         |        |       |
| 8    |       |                         |        |       |
| 9    |       |                         |        |       |
| 10   |       |                         |        |       |
| 11   |       |                         |        |       |
| 12   |       |                         |        |       |
| 13   |       |                         |        |       |
| 14   |       |                         |        |       |
| 15   |       |                         |        |       |
| 16   |       |                         |        |       |
| 17   |       |                         |        |       |
| 18   |       |                         |        |       |

| Cor | Observação                       |
| --- | -------------------------------- |
|     | Disputa pela pole                |
|     | Eliminados na semifinal          |
|     | Eliminados nos quartos-de-finais |
|     | Eliminados na 1ª fase            |

#### Classificação
| Pos                | Clube | Equipa de Automobilismo | Piloto | Tempo/Aband. | Voltas | Grelha de Partida | Pontos |
| ------------------ | ----- | ----------------------- | ------ | ------------ | ------ | ----------------- | ------ |
| 1                  |       |                         |        |              |        |                   |        |
| 2                  |       |                         |        |              |        |                   |        |
| 3                  |       |                         |        |              |        |                   |        |
| 4                  |       |                         |        |              |        |                   |        |
| 5                  |       |                         |        |              |        |                   |        |
| 6                  |       |                         |        |              |        |                   |        |
| 7                  |       |                         |        |              |        |                   |        |
| 8                  |       |                         |        |              |        |                   |        |
| 9                  |       |                         |        |              |        |                   |        |
| 10                 |       |                         |        |              |        |                   |        |
| 11                 |       |                         |        |              |        |                   |        |
| 12                 |       |                         |        |              |        |                   |        |
| 13                 |       |                         |        |              |        |                   |        |
| 14                 |       |                         |        |              |        |                   |        |
| 15                 |       |                         |        |              |        |                   |        |
| 16                 |       |                         |        |              |        |                   |        |
| 17                 |       |                         |        |              |        |                   |        |
| 18                 |       |                         |        |              |        |                   |        |
| Volta mais rápida: |       |                         |        |              |        |                   |        |

Nota: DNS: Não começou a corrida; DNF: Não acabou a corrida
| Cor | Observação                     |
| --- | ------------------------------ |
|     | Qualificados para a 3ª Corrida |

#### Corrida 2
| Pos                | Clube | Equipa de Automobilismo | Piloto | Tempo/Aband. | Voltas | Grelha de Partida | Pontos |
| ------------------ | ----- | ----------------------- | ------ | ------------ | ------ | ----------------- | ------ |
| 1                  |       |                         |        |              |        |                   |        |
| 2                  |       |                         |        |              |        |                   |        |
| 3                  |       |                         |        |              |        |                   |        |
| 4                  |       |                         |        |              |        |                   |        |
| 5                  |       |                         |        |              |        |                   |        |
| 6                  |       |                         |        |              |        |                   |        |
| 7                  |       |                         |        |              |        |                   |        |
| 8                  |       |                         |        |              |        |                   |        |
| 9                  |       |                         |        |              |        |                   |        |
| 10                 |       |                         |        |              |        |                   |        |
| 11                 |       |                         |        |              |        |                   |        |
| 12                 |       |                         |        |              |        |                   |        |
| 13                 |       |                         |        |              |        |                   |        |
| 14                 |       |                         |        |              |        |                   |        |
| 15                 |       |                         |        |              |        |                   |        |
| 16                 |       |                         |        |              |        |                   |        |
| 17                 |       |                         |        |              |        |                   |        |
| 18                 |       |                         |        |              |        |                   |        |
| Volta mais rápida: |       |                         |        |              |        |                   |        |

Nota: DNS: Não começou a corrida; DNF: Não acabou a corrida
| Cor | Observação                     |
| --- | ------------------------------ |
|     | Qualificados para a 3ª Corrida |

#### Corrida 3
| Pos                | Clube | Equipa de Automobilismo | Piloto | Tempo/Aband. | Voltas | Grelha de Partida | Pontos |
| ------------------ | ----- | ----------------------- | ------ | ------------ | ------ | ----------------- | ------ |
| 1                  |       |                         |        |              |        |                   |        |
| 2                  |       |                         |        |              |        |                   |        |
| 3                  |       |                         |        |              |        |                   |        |
| 4                  |       |                         |        |              |        |                   |        |
| 5                  |       |                         |        |              |        |                   |        |
| 6                  |       |                         |        |              |        |                   |        |
| Volta mais rápida: |       |                         |        |              |        |                   |        |

Nota: NC: Não começou a corrida; NA: Não acabou a corrida

### Tabela do campeonato após a corrida
Nota: Só as cinco primeiras posições estão incluídas na tabela.
| Pos | Var     | Clube             | Equipa de Automobilismo | Piloto         | Pontos |
| --- | ------- | ----------------- | ----------------------- | -------------- | ------ |
| 1   | Aumento | Tottenham Hotspur | Alan Docking Racing     | Craig Dolby    | 518    |
| 2   | Baixa   | A.C. Milan        | Atech Grand Prix-Reid   | Yelmer Buurman | 515    |
| 3   | Estável | R.S.C. Anderlecht | Azerti Motorsport       | Davide Rigon   | 506    |
| 4   | Aumento | FC Basel          | GU-Racing International | Max Wissel     | 472    |
| 5   | Baixa   | Olympiacos CFP    | GU-Racing International | Ben Hanley     | 468    |